# Suwannapat Kingkaew
Suwannapat Kingkaew (Thai: สุวรรณภัทร์ กิ่งแก้ว; * 10. Juni 1994 in Ubon Ratchathani) ist ein thailändischer Fußballspieler.

## Karriere

### Verein
Das Fußballspielen erlernte Suwannapat Kingkaew bei Bangkok Glass, einem Verein, der in der thailändischen Hauptstadt Bangkok beheimatet ist. Hier unterzeichnete er auch seinen ersten Profivertrag. Von 2012 bis 2017 spielte er 41 Mal für den Club in der höchsten Liga des Landes, der Thai Premier League. 2017 wechselte er auf Leihbasis zur zum damaligen Zweitligisten Chiangmai FC, der in Chianmai beheimatet ist. 2018 wurde er von Chiangmai fest verpflichtet. In der Saison 2019 stand er 21 Mal als Mannschaftskapitän auf dem Spielfeld. Nachdem Chiangmai Ende 2019 den Weg in die Zweitklassigkeit antreten musste, verließ er den Club und schloss sich dem Erstligaaufsteiger BG Pathum United FC aus Pathum Thani an. Im August 2020 wurde er an den Drittligisten Raj-Pracha FC aus Bangkok ausgeliehen. Hier trat Raj-Pracha in der Western Region an. Am Ende der Saison wurde er mit Raj-Pracha Vizemeister der Region. In den Aufstiegsspielen zur zweiten Liga belegte man den dritten Platz und stieg somit in die zweite Liga auf. Nach dem Aufstieg wechselte er ebenfalls auf Leihbasis zum Erstligisten Suphanburi FC. Für den Klub aus Suphanburi bestritt er zehn Erstligaspiele. Am 11. Dezember 2021 kehrte er wieder zu BG zurück. Vier Tage später wurde er an den ebenfalls in der ersten Liga spielenden Ratchaburi Mitr Phol ausgeliehen. Nach der Ausleihe kehrte er im Mai zu BG zurück. Für Ratchaburi absolvierte er acht Erstligaspiele. Zu Beginn der Saison 2022/23 wechselte er ebenfalls auf Leihbasis zu seinem ehemaligen Verein Chiangmai FC. Für den Zweitligisten bestritt er 28 Ligaspiele. Nach der Ausleihe wurde er von Chiangmai im Sommer 2023 fest unter Vertrag genommen. Nach einem Ligaspiel verpflichtete ihn im Januar 2024 der Erstligist Sukhothai FC. Hier bestritt er vier Ligaspiele. Im Sommer 2024 verpflichtete ihn der Zweitligist Phrae United FC.

### Nationalmannschaft
2011 bis 2012 spielte er viermal für die thailändische U-19-Nationalmannschaft. Für die U-23-Nationalmannschaft stand er von 2015 bis 2016 einmal auf dem Platz.

## Erfolge
Bangkok Glass
- Thailändischer Pokalsieger: 2014

Raj-Pracha FC
- Thai League 3 – West: 2020/21 (2. Platz)
- Thai League 3 – National Championship: 2020/21 (3. Platz)  ▲